# General Electric F414

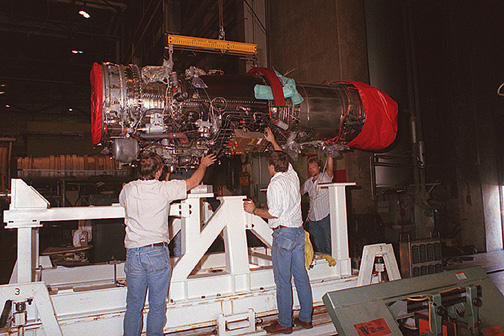
F414-Triebwerk der U.S. Navy

Das General Electric F414 ist ein Turbofan-Triebwerk mit Nachbrenner von GE Aviation mit etwa 98 kN Schub, das primär in der F/A-18E/F Super Hornet eingesetzt wird.
Über 1.000 F414-Triebwerke absolvierten bis 2010 über eine Million Flugstunden.

## Geschichte

### Hintergrund
Die Entwicklung des F414-Turbofan geht auf die nicht realisierte Variante des F404 für die A-12 Avenger II zurück, dem F412-GE-400 ohne Nachbrenner. Nachdem die A-12 gestrichen worden war, suchte die U.S. Navy ein Triebwerk für die F/A-18E/F Super Hornet. General Electric bot daraufhin erfolgreich das F414 an, das als Derivat des F404 potentiell geringere Entwicklungskosten als ein komplett neues Triebwerk aufwies. Beim neuen Triebwerk verzichtete man auf neue Materialien und behielt die Fertigungsprozesse des F404 bei, wobei auch die Abmessungen beider Triebwerke identisch sind.

### Konstruktion
Das F414 verwendet den Kern und das FADEC-System des F412, die Niederdrucksysteme stammten dagegen vom YF120-Triebwerk des ATF-Programms. Einer der Hauptunterschiede zwischen dem F414 und dem F404 ist der Fan. Dieser ist beim F414 größer als beim F404, aber kleiner als beim F412. Der Fan ist 13 cm länger und weist einen 16 % höheren Luftstrom auf. Um die Länge des F404 musste allerdings die Brennkammer und der Nachbrenner entsprechend gekürzt werden. Eine weitere Änderung gegenüber dem F404 ist, dass die ersten Stufen des Hochdruck-Kompressors als „Blisk“ ausgeführt wurden, wodurch 23 kg an Gewicht eingespart werden konnte. Darüber hinaus wurde für den Nachbrenner auf ein separates Hydrauliksystem verzichtet.

### Weiterentwicklungen
Seit das F414 auf der Super Hornet in Dienst gestellt wurde, wurden zahlreiche Programme zur Weiterentwicklung gestartet. 2006 testete General Electric eine „Enhanced Durability Engine“ (EDE) mit einem alternativen Kern. Mit dem EDE-Triebwerk konnte entweder die Schubkraft um 15 % gesteigert oder die Lebensdauer verbessert werden. Statt eines siebenstufigen verwendet das EDE-Triebwerk ein Sechs-Stufen-Hochdruckkompressor, der um 3 % effizienter ist, sowie eine verbesserte Hochdruckturbine, bei der neue Materialien verwendet werden. Diese ermöglichen eine Erhöhung der Temperatur um 66 °C, was wiederum eine Veränderung der Kühlluftzufuhr ermöglicht. Das EDE weist einen besseren FOD-Schutz auf und verbraucht weniger Treibstoff.
Nach dem EDE-Programm wurden Test mit verbesserten zwei Stufen Blisk-Fans durchgeführt. Auch wenn der erste verbesserte Fan konventionell hergestellt worden ist, so sollen mit diesem neue Fertigungsmethoden getestet werden um die Produktionskosten zu senken. Diese als „Enhanced Performance Engine“ (EPE) bezeichneten Triebwerke sind Teil des Programms „Integrated High Performance Turbine Engine Technology“ (IHPTET) und weisen eine um 20 % gestiegene Schubkraft auf.
Andere mögliche F414-Verbesserungen betreffen die Möglichkeit, die Geräuschentwicklung zu reduzieren. Seit 2009 werden im Rahmen eines Entwicklungsvertrages der U.S. Navy Tests mit dem F414-EDE-Triebwerk durchgeführt, um den spezifischen Treibstoffverbrauch zu senken.

## Varianten
F414-GE-440
Basisvariante für die „Advanced Super Hornet“ (20 Prozent mehr Schub als F414-GE-400 → ca. 118 kN)
F414-GE-400
Basisvariante für die F/A-18E/F Super Hornet
F414-EDE
„Enhanced Durability Engine“ mit 2 % geringerem spezifischen Treibstoffverbrauch und höherer Lebensdauer. Dies wird mit einer verbesserten Hochdruck-Turbine für höhere Betriebstemperaturen und einigen aerodynamischen Änderungen sowie einem neuen Hochdruckkern mit sechs statt sieben Stufen erreicht.
F414-EPE
„Enhanced Performance Engine“ mit überarbeitetem Kern, Fan und Kompressoren. Die EPE-Variante bietet einen Schubanstieg von bis zu 20 %, wodurch mit Nachbrenner eine Schubkraft von ca. 120 kN erreicht wird und das Schubkraft-Gewichts-Verhältnis auf 11:1 steigt.
F414G
Variante für die JAS 39 Gripen NG, die dieser ermöglicht, Mach 1,2 ohne Nachbrenner zu erreichen (Supercruise).
F414BJ
Geplante Variante für den Dassault Falcon SSBJ mit ca. 53 kN Schub ohne Nachbrenner.
F414M
Variante für den Jettrainer Mako/HEAT von EADS mit 55,6 kN Trockenschub und 75 kN mit Nachbrenner. Diese Version steht auch für den A-50 zur Verfügung.
F414-GE-INS6
Variante für den indischen Tejas MK.II auf Basis das EPE, das sich im Auswahlverfahren gegen das Eurojet EJ200 durchgesetzt hat.
F414-GE-39E
Neue Version vom F414G für Saab JAS-39E Gripen

## Technische Daten (F414-GE-400)
Das F414 besteht aus sechs Modulen, die unabhängig voneinander ausgetauscht werden können.
Allgemeine Daten
- Länge: 3,912 m[3]
- Durchmesser: 0,889 m
- Einlaufdurchmesser: 0,79 m
- Trockengewicht: etwa 1120 kg
- Luftdurchsatz: 77,1 kg/s

Aufbau
- Verdichter: Axialverdichter mit drei Niederdruck- und sieben Hochdruckverdichterstufen, davon zwei Nieder- und drei Hochdruckstufen als Blisk ausgeführt
- Turbine: eine Niederdruck und eine Hochdruckstufe

Leistung
- Schubkraft: maximal 97,86 kN mit Nachbrenner, 63,47 kN ohne
- Gesamtdruckverhältnis: 30:1
- Schubkraft-Gewichts-Verhältnis: 9:1